# American Debate Association
L'American Debate Association è un'associazione statunitense fondata nel 1985 per promuovere il dibattito politico tra gli allievi dei college. L'argomento annuale del contendere è selezionata dalla Cross Examination Debate Association e dal National Debate Tournament. Al 2018 contava 40 membri.
L'ADA fu fondata nel 1985 per sviluppare la capacità di argomentazione e persuasione nel dibattito politico e per fornire un terreno di formazione per i coloro che sono alle prime armi in tale attività. Fu costituita nella regione medio-atlantica degli Stati Uniti, in Virginia, Maryland, Washington e Pennsylvania.

## Missione e politica interna
La missione dell'ADA, che consiste nell'aumentare la partecipazione, nel mantenere un equilibrio tra educazione e competizione e nel garantire un'attività equa e corretta per tutti i programmi educativi, indipendentemente dalle loro dimensioni numeriche o dall'esperienza accumulata, si basa sui seguenti presupposti:
1. Il dibattito è una discussione controllata che analizza le questioni sostanziali sollevate da una particolare proposta politica.
2. Il dibattito è un'attività di comunicazione orale e persuasiva in cui chi discute si assume l'obbligo di comunicare le ragioni delle posizioni assunte in modo coerente, comprensibile e compatibile con i limiti del linguaggio e dell'ascolto umano.
3. I tornei sono gestiti in modo efficiente, onesto e tale da promuovere i valori educativi del dibattito politico pubblico per tutti i partecipanti.